# Édit de Fontainebleau (1554)
Pour les articles homonymes, voir Édit de Fontainebleau.
L’édit de Fontainebleau signé en mars 1554 par Henri II de France établit le parlement de Bretagne, cour souveraine « gardienne des coutumes des pays de l’ancienne France ».
Il fut modifié en 1557 puis par l’édit du 4 mars 1561 qui déplacèrent le parlement respectivement à Nantes puis à Rennes.